# Musée Sainte-Croix des Sables-d'Olonne
Le musée de l'Abbaye Sainte-Croix (MASC), ou musée d'Art moderne et contemporain des Sables-d'Olonne est un musée d'art moderne et contemporain ouvert en 1963, situé aux Sables-d'Olonne, installé dans l'ancienne abbaye Sainte-Croix, fondée en 1632 par les religieuses bénédictines de Poitiers.

## Les collections
Le musée abrite des collections majeures d'art moderne et contemporain : en premier lieu, les fonds Gaston Chaissac (1910-1964) et Victor Brauner (1903-1966).
La collection conserve notamment des œuvres de Georg Baselitz, Max Beckmann, Rémi Blanchard, Philippe Cognée, Robert Combas, Marc Desgrandchamps, Blaise Drummond, Jean Dubuffet, Richard Fauguet, Gilgian Gelzer, Antonio Guansé,  Philippe Hurteau, Jean Launois, Henri Le Fauconnier (Le Poète Paul Castiaux), René Leleu, Alberto Magnelli, Albert Marquet, Vincent Mauger, André Minaux, François Morellet, Anton Prinner, Peter Saul, Christian Sauvé, Fabien Verschaere, et Claude Viseux.
De nombreux artistes contemporains y ont également exposés, comme Emmanuel Collin, qui y présente en 2005 ses peintures et sculptures.
Les traditions maritimes locales, côté port et côté plage, sont à l'honneur.
Les souvenirs de bord de mer y côtoient les portraits de voiliers et le Journal de Paul-Émile Pajot, les gouaches d'Henry Simon, les tableaux en coquillages de Paul Amar, les affiches 1900 de la station où parade la gracieuse Sablaise, en cotillon court et coiffe de dentelle.
La Société des amis du musée de l'abbaye Sainte-Croix organise un cycle de conférences annuel sur l'art moderne et contemporain et contribue à la politique éditoriale du musée et à l'enrichissement des collections.

## Fréquentation
| Année | Entrées gratuites | Entrées payantes | Total  |
| ----- | ----------------- | ---------------- | ------ |
| 2001  | 13 314            | 4 811            | 18 125 |
| 2002  | 10 635            | 4 410            | 15 045 |
| 2003  | 10 554            | 4 628            | 15 182 |
| 2004  | 11 234            | 4 272            | 15 506 |
| 2005  | 14 350            | 5 162            | 19 512 |
| 2006  | 12 645            | 4 825            | 17 470 |
| 2007  | 16 173            | 4 552            | 20 725 |
| 2008  | 16 434            | 12 601           | 29 035 |
| 2009  | 12 648            | 6 466            | 19 114 |
| 2010  | 11 910            | 3 208            | 15 118 |
| 2011  | 13 485            | 3 542            | 17 027 |
| 2012  | 15 101            | 4 153            | 19 254 |
| 2013  | 15 033            | 7 064            | 22 097 |
| 2014  | 9 701             | 4 066            | 13 767 |
| 2015  | 18 422            | 5 556            | 23 978 |
| 2016  | 15 434            | 3 924            | 19 358 |
| 2017  | 16 330            | 7 377            | 23 707 |